# Karin Eriksson (journalist, född 1967)
Karin Eriksson, född 24 oktober 1967, är chefredaktör och ansvarig utgivare på Mariestads-Tidningen sedan 2005.
Hon har tidigare arbetat på Tvärsnytt och Nyhetsgruppen.
Karin Eriksson gick ut journalistlinjen vid Göteborgs Universitet 1990.